# Алика
Алика е вожд на вестготите от началото на 4 век. Той ръководи готите, когато през 324 г. те воюват на страната император Лициний против император Константин Велики.
На 3 юли 324 г. при Адрианопол Лициний е победен от войските на Константин.